# Trial Farm
Trial Farm est une ville du district d'Orange Walk au Belize.
La population était de 3 442 habitants en 2000 et de 4 264 habitants en 2010.